# Valle di Valdurna
La valle di Valdurna (in tedesco: Durnholzer Tal) è una valle laterale della val Sarentino in Alto Adige. Nella valle si trova il piccolo paese di Valdurna che si affaccia sull'omonimo lago.

## Geografia fisica

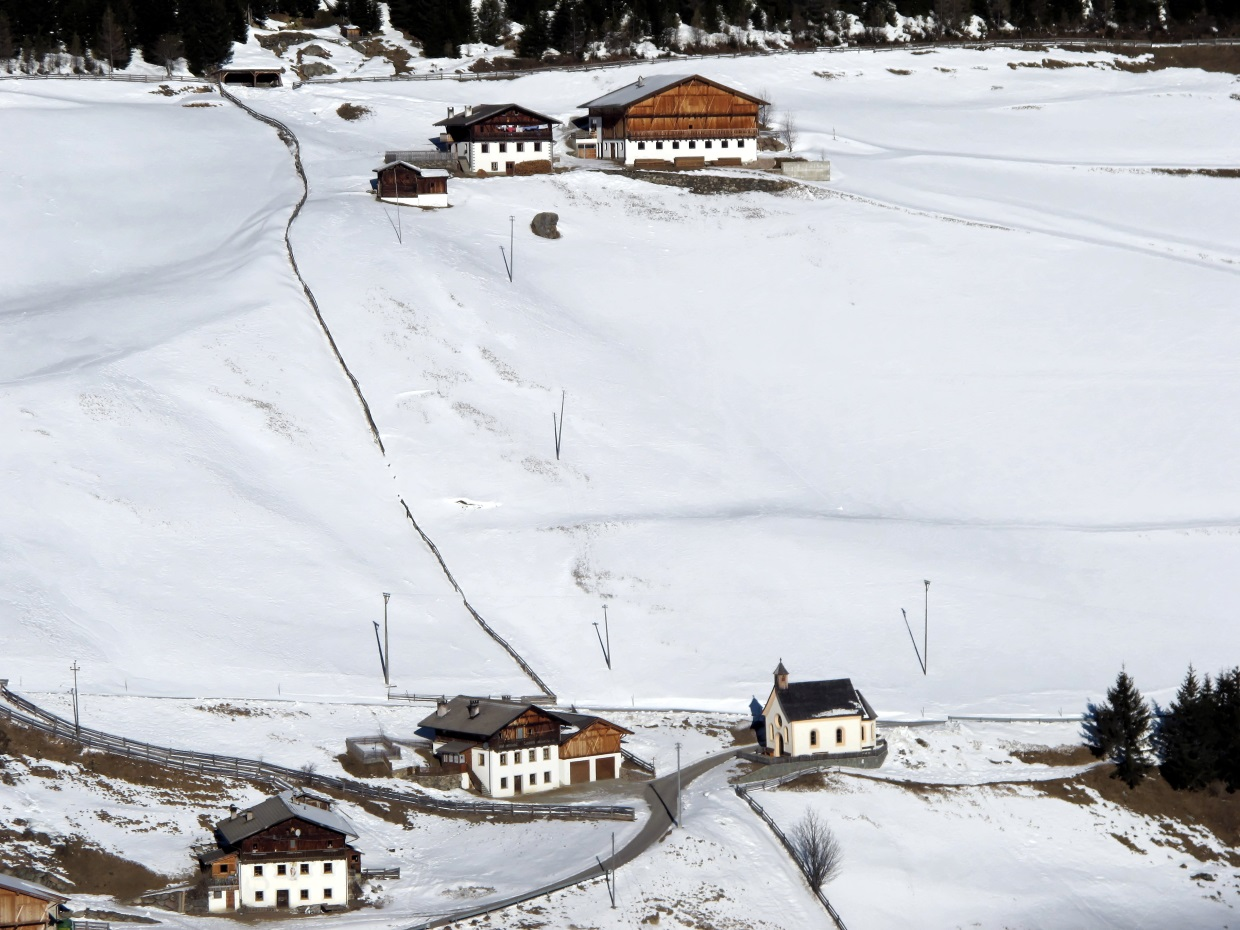
Valle di Valdurna, cappella in un piccolo agglomerato di abitazioni e aziende agricole.

La valle di Valdurna è la valle laterale più lunga e importante della Val Sarentino (la valle percorsa dal torrente Talvera). Inizia col torrente immissario del lago di Valdurna e prosegue poi nella sua parte principale per circa 12 km sino a Campolasta (Astfeld), dove si immette nel Talvera. L'intera valle appartiene al comune di Sarentino.

## Economia

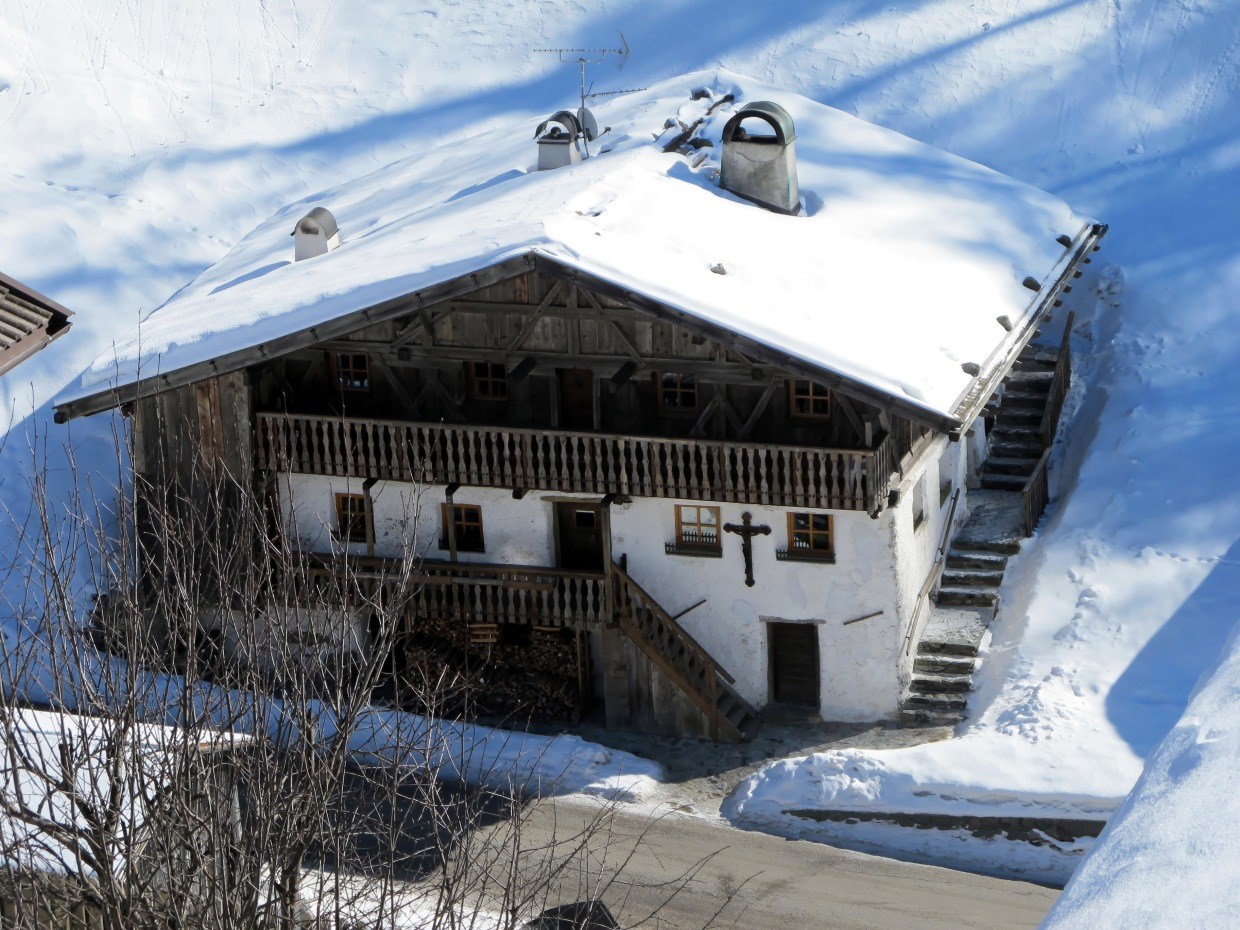
Storico edificio di un'azienda agricola nella valle.

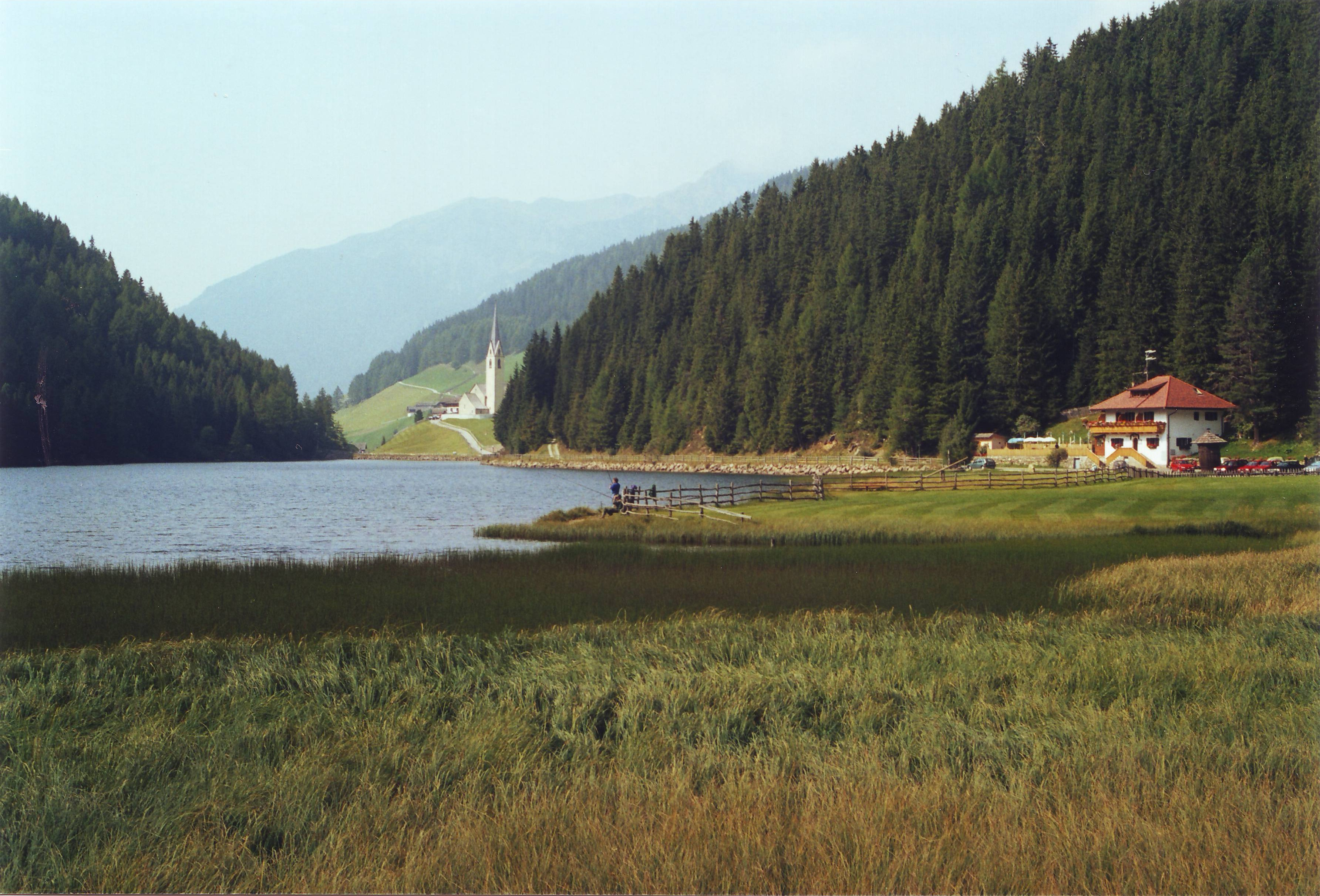
Il lago di Valdurna nel periodo estivo.

Una risorsa importante sul piano economico è data dal forte richiamo turistico legato al mantenimento di un ambiente poco industrializzato, con piccoli centri e numerosi masi alpini e aziende agricole. 
Le tradizioni locali come la particolare arte per decorare il cuoio e la conservazione dei costumi tradizionali, in particolare durante le feste ed i mercati, generano molto traffico. Altre risorse sono date dall'allevamento dei famosi cavalli Haflinger, dall'attività di accoglienza sia alberghiera che in strutture per l'agriturismo e le attività legate agli sport invernali.
A Campolasta è presente una centrale idroelettrica.

## Escursioni
Dal lago di Valdurna, che nei mesi invernali può diventare una pista per il pattinaggio, è possibile partire per alcune escursioni dirette, tra le altre, a:
- Forcella di San Cassiano, 3 ore.
- Rifugio Santa Croce di Lazfons, 3-4 ore
- Rifugio Forcella Vallaga, 3-4 ore
- Malga Seebalm, circa un'ora